# Sphecodes ferruginatus
Sphecodes ferruginatus ist eine parasitische Biene (Kuckucksbiene) aus der Familie der Halictidae. Sie wird auf Deutsch auch Rostfarbene Blutbiene genannt.

## Merkmale
Bei Sphecodes ferruginatus sind die Weibchen ca. 6 bis 9 mm lang, die Männchen 6 bis 8 mm. Die Art ist nur schwer zu bestimmen, insbesondere die Männchen können nur über die Genitalien bestimmt werden. Kopf und Thorax sind schwarz, der Hinterleib ist rot, nur das letzte Segment ist schwarz. Der Körper der Weibchen ist schütter behaart und am Thorax und Clypeus etwas dichter punktiert als bei anderen kleinen Sphecodes Arten. Die Männchen sind am Abdomen ausgedehnter rot gefärbt als andere Sphecodes dieser Größe.

## Verbreitung

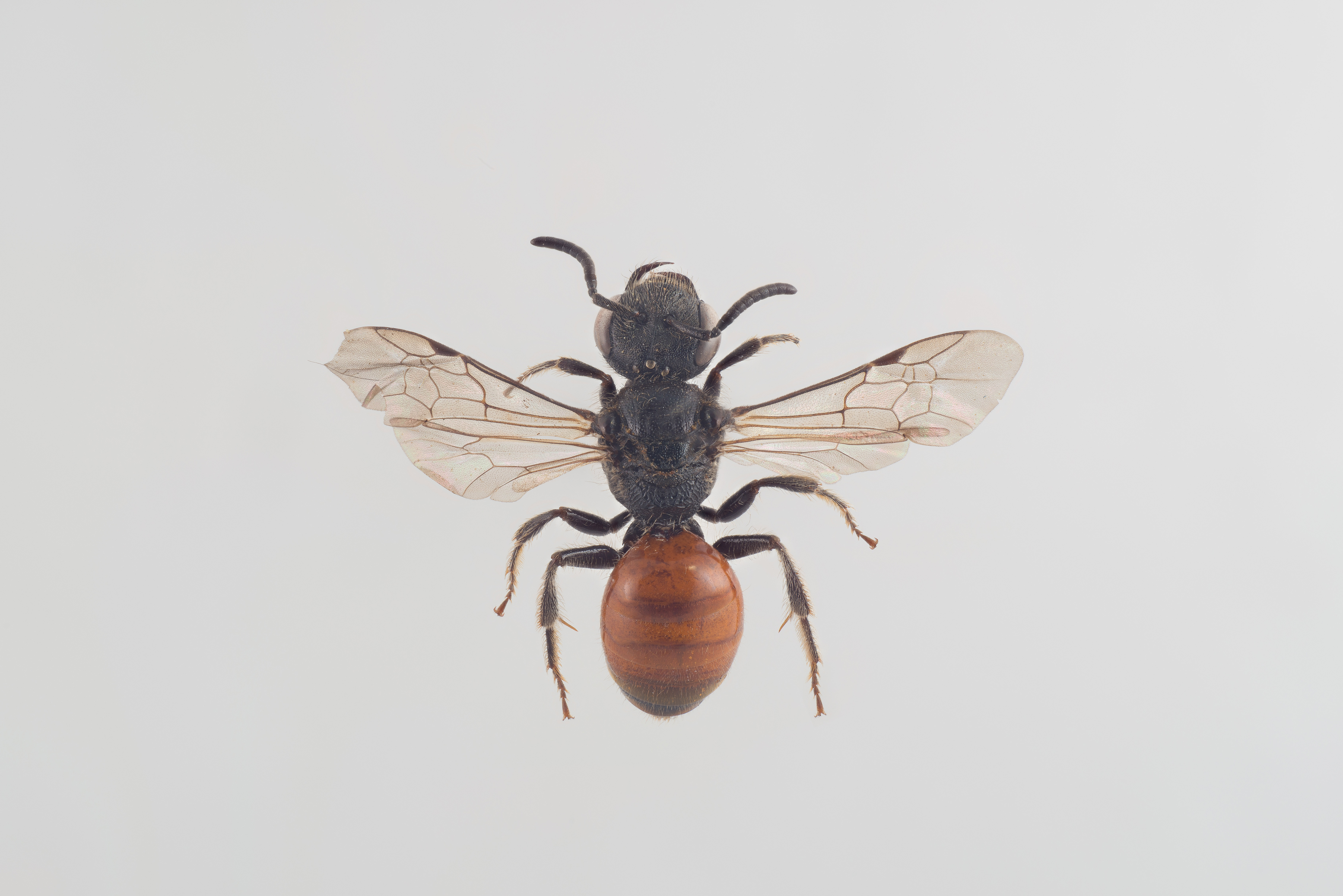
Sphecodes ferruginatus

Diese Blutbiene ist nahezu über die ganze Paläarktis verbreitet. Sie ist von Portugal über Europa bis Sibirien und Japan verbreitet. Im Norden ist die Art in Großbritannien verbreitet und in Skandinavien bis über 63°N und im Süden bis Kampanien, Nordgriechenland und Südtürkei zu finden. In Deutschland ist sie aus allen Bundesländern nachgewiesen, jedoch in Schleswig-Holstein nur historisch. In Österreich und der Schweiz ist die Art aus allen Regionen nachgewiesen, sie ist jedoch nicht sehr häufig.

## Lebensraum
S. ferruginatus zeigt keine strenge Habitatbindung. Man findet sie an Wiesen, Magerrasen, Weiden, Waldränder, vom Flachland bis in die alpine Höhenstufe. In Großbritannien kommt die Art in Kalkgebieten vor.

## Wirte
Die  Blutbiene parasitiert an verschiedenen Furchenbienen der Gattung Lasioglossum, an L. fulvicorne, L. laticeps, L. pauxillum und vermutlich noch anderen Arten der Gattung.

## Lebensweise
Sphecodes ferruginatus ist wie alle Arten der Gattung eine Kuckucksbiene, d. h. die Eier werden in Nester anderer Bienen gelegt. Die Weibchen fliegen von April bis Oktober, die Männchen von Juni bis Oktober. Näheres siehe zum Beispiel bei  S. crassus.